# Gmina Rajgród
Die Gmina Rajgród ist eine Stadt-und-Land-Gemeinde im Powiat Grajewski der Woiwodschaft Podlachien, Polen. Ihr Sitz ist die gleichnamige Stadt (deutsch Raygrod, älter auch Raigrode; litauisch Raigardas; belarussisch Райгарад).

## Gliederung
Zur Stadt-und-Land-Gemeinde Rajgród gehören folgende Ortschaften mit einem Schulzenamt:
Bełda
Biebrza
Budy
Bukowo
Ciszewo
Czarna Wieś
Danowo
Karczewo
Karwowo
Kołaki
Kosiły
Kosówka
Kozłówka
Kuligi
Łazarze
Miecze
Orzechówka
Pieńczykowo
Pieńczykówek
Pikły
Przejma
Przestrzele
Rajgród
Rybczyzna
Rydzewo
Skrodzkie
Sołki
Stoczek
Tama
Turczyn
Tworki
Wojdy
Woźnawieś
Wólka Mała
Wólka Piotrowska
Wykowo